# Tom Dooley (Lied)
Tom Dooley ist ein auf Tatsachen beruhender Folksong aus den USA. Er handelt von einem vermeintlichen Mörder, welcher für seine Tat gehängt wird. Weltweit wurde der Folksong im Jahre 1958 durch die Fassung des Kingston Trio bekannt.

## Kriminalfall
Thomas C. Dula (* 20. Juni 1844) lebte in der Reedy Branch/Elkville, Wilkes County, North Carolina. Am 24. April 1862 ging er zum konföderierten Infanterieregiment 42, wo er im Februar 1864 zum Militärmusiker befördert wurde. Am 10. März 1865 nahmen ihn gegnerische Truppen gefangen und ließen ihn nach Ablegen des Eids am 11. Juni 1865 frei. Danach kehrte Dula in seinen Heimatort zurück, wo er mindestens zwei Freundinnen gleichzeitig hatte: Laura Foster und deren verheiratete Cousine Ann Melton. Am 25. Mai 1866 wollte Laura Foster ihren Freund Dula heiraten und ritt heimlich von zuhause fort. Als Fosters Pferd ohne sie zurückkehrte, wurde eine Suchaktion eingeleitet, während deren Verlauf Dula unter Mordverdacht geriet. Deshalb floh Dula in eine Nachbargemeinde; dort arbeitete er unter dem Pseudonym „Tom Hall“ für Oberst James W. M. Grayson.
Der Mord an Foster geschah zwischen dem 25. und 28. Mai 1866, allerdings konnten weder die Tatzeit noch die Umstände jemals vollständig geklärt werden.
Ende Juni wurde Haftbefehl gegen Dula erlassen. Auf der Flucht von Graysons Farm wurde er von Sheriff W. E. Watsons Gehilfen aufgefunden und ins Gefängnis genommen. Grayson half mit, Dula festzusetzen und war persönlich an der Rückführung nach North Carolina beteiligt. Am 1. September 1866 wurde schließlich Fosters Leiche mit Messerstichen in der linken Brusthälfte entdeckt. Laura Foster war brutal mit einem großen Messer erstochen worden. Tom Dula wurde vom ehemaligen Gouverneur North Carolinas, Zebulon B. Vance, kostenlos verteidigt („pro bono“) und Dula erklärte sich für „nicht schuldig“. Jedoch schwieg er zu den Tatvorwürfen weitgehend. Am 21. Oktober 1866 sprach ihn das Gericht in Statesville (North Carolina) für schuldig und verurteilte ihn zum Tode durch Hängen. Seine Anfechtung des Schuldspruchs führte zur Neuverhandlung. Am 20. Januar 1868 wurde er abermals zum Tode durch Hängen verurteilt. Das Urteil wurde am 1. Mai 1868 vollstreckt. Allerdings nicht an einem weißen Eichenbaum („white oak tree“), wie es im Lied heißt, sondern mit einem hierfür konstruierten Falltür-Galgen. Und nicht in einem einsamen Tal („down in some lonesome valley“), sondern in Statesville.

„Meine Herren, seht Ihr meine Hand, seht ihr wie sie bebt und zittert? Ich habe diesem Mädel nie ein Haar gekrümmt!“

Vance hatte gleichfalls Ann Melton, die andere Verdächtigte, verteidigt. Sie wurde nach Dulas Todesurteil freigesprochen. Die Tat und der Prozess erlangten große Bekanntheit bis ins ferne New York, wo die New York Herald Tribune laufend über das Verfahren berichtete. Die Fachliteratur zum Fall Dula geht teilweise davon aus, dass Melton die tatsächliche Mörderin war und Dula sie durch seine Falschaussage schützen wollte. Diese Vermutung wird dadurch gestützt, dass Melton eifersüchtig auf die Verlobung und die angekündigte Hochzeit Dulas mit ihrer Cousine Laura Foster reagiert hatte. Es hieß daraufhin, Melton habe Foster ermordet, um ihre Rivalin zu beseitigen und Dulas Zuneigung zurückzugewinnen.

## Gedichte und Texte
Armee-Hauptmann Thomas Land verfasste kurz nach der Hinrichtung das Gedicht „The Murder of Laura Foster“, das aufgeteilt ist in die Schilderung des Mordes, die Fahndung nach dem Mörder und die nachfolgende Untersuchung. Ein weiteres Gedicht aus jener Zeit hieß „Tom Dula's Lament“, das die Metapher „hanging from a white oak tree“ enthielt. Ein dritter Text „Tom Dula“ beginnt mit den durch den Song berühmt gewordenen Worten „hang down your head Tom Dula“. Diese drei Texte gelten als die Quellen für die Entstehung des Folksongs. Die Gedichte reflektieren weder den Tathergang noch die Beteiligten in der vom Gericht damals ermittelten Form. Das kommt teilweise in den Musikaufnahmen zum Ausdruck. Für einige Autoren von Songs war Grayson der Sheriff oder ein Schullehrer; deshalb sieht Buchautor West in den Gedichten und den Songs über Dooley eine Montage von Tatsachen und Mythen.

## Musikproduktionen

Grayson & Whitter – Tom Dooley

Die erste, noch erhaltene Aufnahme dieses Folksongs stammt von dem Old-Time-Duo Grayson and Whitter, das den Titel Tom Dooley / On The Bank of The Old Tennessee am 30. September 1929 für Victor (#40235) mit Violine und Gitarre aufnahm. Auf dem Plattenlabel wurde als Komponist der Sänger Gillian Banmon (G. B.) Grayson vermerkt. Er war der Großneffe des Oberst Grayson, der Tom Dula illegal beschäftigt hatte. Ihr erst am 2. Mai 1930 veröffentlichter Song verkaufte – auch bedingt durch die Depression – gerade einmal 4000 Stück und trug kaum zur Verbreitung des Folksongs bei.
Die hierin erstmals veränderte Schreibweise des Familiennamens Dula geht auf die Aussprache eines endenden „a“ als ein „y“ zurück, was wie „Dooley“ klingt. Diese Aussprache ist typisch für die alte Mundart in den Appalachen, wie sie etwa im Begriff Grand Ole Opry vorkommt.
Die Musikforscher Anne und Frank Warner besuchten im Juni 1938 Frank Noah Proffitt (in manchen Quellen „Profitt“) in den Appalachen, wo sie auf der Suche nach Folkloresongs waren, und nahmen den Song Tom Dula zwei Jahre später 1940 auf ein portables Tonband (Schallplattenaufzeichnung) auf (Dauer: 46 Sekunden), ohne die Aufnahme des Old-Time-Duos zu kennen. Danach kontaktierte Warner den berühmten Musikforscher Alan Lomax in New York, der den Song schließlich mit Genehmigung Warners 1947 in sein Buch Folk Song: U.S.A. als Nr. 82 (von 111 Titeln) übernahm. Hierin wurde klargestellt, dass Text und Musik von Frank Warner adaptiert wurden. Der Buchautor West weist nach, dass bereits am 22. Juni 1921 textliche und musikalische Dokumente des Songs zu finden sind, komponiert von Charlie Davenport. Lomax sorgte sodann für die urheberrechtliche Registrierung bei BMI, die den Musikforscher Alan Lomax und Frank M. Warner eintrugen. Im Weiteren trug das Lomax-Buch zur Verbreitung der folkloristischen Werke bei, Frank Warner selbst nahm den Song im Jahre 1952 (LP American Folk Songs and Ballads bei Elektra #ELK3) auf. Es folgten weitere Fassungen, jedoch mit modifiziertem Text, insbesondere durch das Folksay Trio in einer schnellen Version (LP Ballads And Dances vol. 2; Stinson #SLP6, 1953), Paul Clayton (LP Bloody Ballads; Riverside #12-615, 1956) und den Tarriers (LP The Tarriers; Glory #PG1200, 1957).

Kingston Trio – Tom Dooley

Das gerade etablierte Kingston Trio übernahm den Song auf seine erste LP The Kingston Trio (Capitol T#996). Die Mehrzahl der Fachwelt geht davon aus, dass das Trio den Song im August 1957 im berühmten „Purple Onion-Club“ in San Francisco erstmals gehört und dann auf dem Album des Folksay-Trios wiedererkannt hatte. Im Gegensatz zum Original hat diese Version lediglich drei Verse, und der Refrain wird viermal wiederholt. Das Kingston Trio war erst zum zweiten Mal im Tonstudio, als am 5. Februar 1958 Tom Dooley entstand. Take 5 mit einem Tenor-Banjo von Bob Shane hiervon wurde für die LP The Kingston Trio verwendet, die am 1. Juni 1958 auf den Markt kam. Die Radiostationen konzentrierten sich beim Airplay auf Tom Dooley, sodass sich Capitol entschloss, Tom Dooley / Ruby Red (Capitol #4049) als Single auszukoppeln und am 8. September 1958 zu veröffentlichen. Diese gelangte am 29. September 1958 in die Pop-Hitparade, wo sie auf den ersten Rang kam. Der Single-Titel verbesserte den LP-Verkauf und so kam diese gleich auf den ersten Platz der LP-Charts. Mit dieser Platzierung etablierte sich die Folkmusik endgültig als Populärmusik. In Deutschland erreichte am 29. März 1959 die englischsprachige Fassung des Kingston Trios den ersten Platz und blieb auf diesem für fünf Wochen.

## Urheberrechtsstreit
Als Proffitt den Song vom Kingston Trio am 19. November 1958 in der Milton Berle TV-Show hörte, war er überrascht, dass auf den Labels von Capitol Records „Traditional, arr. Dave Guard“ angegeben war. Die LP beschrieb den Ursprung des Songs als „die klassische Wiedergabe eines Folksongs aus den Bergen von Tennessee“. So bekäme der Arrangeur Dave Guard alle Komponisten-Tantiemen, obwohl Alan Lomax und Frank M. Warner bei der BMI als Urheber registriert waren. Proffitt und Lomax klagten deshalb Anfang 1959 wegen Copyright-Verletzung und einigten sich 1962 außergerichtlich mit ihren Gegnern. Danach gingen alle bisherigen und künftigen Royalties an den Ludlow Musikverlag, der John A. Lomax, Alan Lomax und Frank Warner repräsentierte. Anfang 1959 waren bereits 3,5 Millionen Singles Tom Dooley verkauft, weltweit waren es sechs Millionen Exemplare. Von der LP wurden ebenfalls eine Million Stück verkauft. Bis 1961 erreichte die Plattenfirma durch das Folk-Trio einen Umsatz von vier Millionen Dollar. Der Hit des Kingston Trios wurde auf Platz 197 der Songs of the Century der RIAA gewählt.
In einer 58-minütigen Filmdokumentation aus dem Jahre 1991 benannte Filmautor Alan Lomax Frank Proffitt als ursprüngliche Quelle („original source“) dieses Songs. Wie Lomax, der sich in Urheberrechtsfragen nicht auskannte, dies gemeint hat, blieb unklar. Aus seiner Sicht war Proffitt die Quelle des Songs. Proffitt selbst hatte den Folkforschern Warner berichtet, dass er den Song aus der Überlieferung kannte, und so kommt er nicht als Komponist in Frage.
Folkways Records and Service Corp. nahmen Proffitt 1962 unter Vertrag und Folk-Legacy Records Inc. veröffentlichte die LP Frank Proffitt, of Reese, North Carolina 1962 als ihr erstes Album.

## Cover-Versionen

Nilsen Brothers – Tom Dooley

Insgesamt sind bei BMI 31 Coverversionen registriert. Der Titel wurde wegen seines Erfolges mit einem BMI-Award ausgezeichnet. Eine rhythmisch schnelle Skiffle-Fassung präsentierte Lonnie Donegan im November 1958, diese kam in Großbritannien bis Rang drei der Hitparade. In Deutschland konnten die Nilsen Brothers mit ihrer im Dezember 1958 erschienenen deutschsprachigen Version am 31. Januar 1959 den ersten Platz für sieben Wochen belegen und 800.000 Exemplare verkaufen, bevor sie vom Kingston Trio verdrängt wurden. Dieter Thomas Heck und Tom Astor coverten den Song ebenfalls, Doc Watson nahm ihn 1964 für Vanguard Records auf. Rob Ickes coverte das Stück 1997 für sein Album Hard Times als Bluegrasssong auf. Eine weitere Version der Chicagoer Death/Grind-Band Macabre kam auf deren Minialbum Morbid Campfire (2002) heraus.
Im Jahre 1968 widmete sich die Folksängerin Sheila Clark dem Thema auf einer eigenen Platte: „The Legend of Tom Dula and Other Tragic Love Ballads“ enthält unter anderem eine A-cappella-Version des Songs, die sämtliche 21 von Thomas Land verfasste Strophen beinhaltet. Weitere Titel der Platte wie „The Ballad of Laura Forster“ und „Tom Dula's Own Ballad“ umreißen das Thema ebenfalls.
Neil Young publizierte eine harmonisch veränderte Fassung dieses alten Folksongs auf seinem Album Americana im Juni 2012, wobei er weitgehend den überlieferten zeitgenössischen Text von Thomas Land rekonstruierte. Bei Young hieß der Titel auch wieder „Tom Dula“.

## Filme
Der Erfolg des Kingston Trios hatte im Juli 1959 zu dem Western Keine Gnade für Tom Dooley (The Legend of Tom Dooley) mit Michael Landon und Richard Rust inspiriert. Der Film spielt in der Zeit des amerikanischen Bürgerkriegs und nimmt keinen Bezug zur Legende von Tom Dula oder zu irgendwelchen Fakten aus diesem Fall. Die fiktive Handlung ist passend auf die Songtexte angelegt. In dem 1958 entstandenen US-amerikanisch-brasilianisch-deutschen Film Tom Dooley – Held der grünen Hölle ist das Lied – allerdings mit einem vom Original abweichenden Text – aufgenommen worden.